# Paál Árpád (politikus)
Bethlenfalvi Paál Árpád (Brassó, 1880. október 16. – Nagyvárad, 1944. szeptember 14.) publicista, politikus, a két világháború közötti időszak erdélyi magyar újságírásának jelentős alakja.
Írói álnevei Bethlenfalvi János, Bethlenfalvi Pál és Öreg Ferenc voltak.

## Életútja
Paál Géza tanár és Beigert Bronislawa bukovinai származású énekesnő házasságából született. Gyermekkorát Székelyudvarhelyen töltötte, ahol ma is áll a Paál-kúria. Érettségi vizsgáit 1898-ban a székelyudvarhelyi római katolikus főgimnáziumban tette le, majd öt éven át, 1903-ig a kecskeméti református jogakadémia tanulója volt. Ezzel párhuzamosan 1902-től a Kecskeméti Lapok helyettes szerkesztői feladatait látta el. A kolozsvári egyetemen doktorált 1903-ban államtudományból, 1905-ben pedig jogtudományból. Még abban az évben városi fogalmazó lett Kecskeméten és a Kecskeméti Lapok szerkesztője. Eztán árvaszéki ülnök lett Udvarhely vármegyében, majd 1908-tól 1918-ig megyei főjegyző, 1918. november 2-ától pedig helyettes alispán és az Udvarhely megyei Székely Nemzeti Tanács vezetője. 
A vármegyei hivatalnoki karral együtt esküt tett a Károlyi Mihály vezette kormányra, amiért december 6-án az Erdélybe bevonuló román csapatok hadbíróság elé állították. Tizenhat hónapon keresztül hadbírósági eljárás alatt állt, s noha a vádemelésben halálos ítéletet kértek rá, végül Kolozsvárra internálták, majd felmentették. Kolozsváron megszervezte a Szellemi Frontot, amelynek célja az erdélyi magyarság összefogása volt egy önálló Székely Köztársaság érdekében. 1919 januárjában a román hatóságok ismét letartóztatták, majd hadbíróság elé állították, és halálra ítélték. Csak a párizsi béke aláírása mentette meg az életét.
A békeszerződés aláírása után 1920 szeptemberében az akkor újságíróként dolgozó Paál Árpád a Székelyföldre utazott, és megszervezte majdnem 40 település azonos szövegű beadványát a román törvényhozáshoz és a Népszövetséghez. Ezekben a békeszerződés 47. §-ára hivatkozva a magyarság és a székelység számára nemzeti önkormányzatot kértek. „A nemzeti önkormányzatnak legyen külön rendelkezési joga Székelyföld, a Brassó megyei magyarok lakta területek és a Kisküküllő megyei magyar medencéből, illetve Marostorda megye mezőségi felső határából kinyúló és Aranyostorda, Kolozs, Szolnok-Doboka, Szilágy megyéken átvonuló összekötő terület, s a Királyhágón túli magyarság földje felett.
Az ezt követő szűk évtizedben elsősorban újságírói tevékenysége volt meghatározó. 1919 decemberétől a kolozsvári Keleti Újság munkatársa volt. 1920-tól 1924-ig a Napkelet, 1924-től 1927-ig az Újság főszerkesztője volt. 1927-től ismét a Keleti Újság munkatársaként folytatta pályafutását. Ezzel párhuzamosan közéleti tevékenységével sem hagyott fel. 1923-ban közreműködött az Országos Magyar Párt (OMP) megalapításában, s 1927-től 1931-ig a párt színeiben Szatmár megye képviselője volt a román országgyűlésben.
1931-ben Nagyváradra költözött. 1932 januárjától egészen haláláig a Szent László Lapkiadó Rt. által kiadott Erdélyi Lapok főszerkesztője volt. A folyóirat 1936-ban néhány hétig a betiltások miatt Új Lapok, majd 1940 után Magyar Lapok címmel jelent meg. Emellett Paál munkatársként bedolgozott a Lugoson megjelent Magyar Kisebbségnek is. A második bécsi döntést követően, 1940 októbere és 1942 márciusa közt az Erdélyi Párt színeiben ún. behívott képviselő volt a magyar országgyűlésben.
Nagyvárad 1944. évi bombázáskor lelte halálát otthonában.

## Munkássága
1919-től az erdélyi magyar újságírás legjelesebb személyiségei közé tartozott. Közéleti gondolkodását és publicisztikáit a tényleges lehetőségekkel való, önámítástól mentes szembenézés határozta meg. Pályája első évtizedeiben politikai és társadalmi nézeteit polgári-radikális szabadelvűség mentén alakította. Erdély Romániához csatolása után előbb a Magyar Szövetség, majd az egymást követő, egyéb politikai szerveződések keretében, valamint közírói munkásságával azonnal bekapcsolódott a kisebbségi jogvédelmi harcokba. Legnagyobb hatású közéleti írása az 1921-ben Kós Károllyal és Zágoni Istvánnal közösen írt Kiáltó szó című röpirat, amely a romániai magyarság önszerveződésének, autonómiájának, identitása megőrzésének programbeszédeként ismert. A nagyváradi püspökségi tulajdont képező Erdélyi Lapok főszerkesztőjeként (1932–1944) feletteseivel Paál Árpád a lap keresztényszocialista irányítási elveiben egyezett meg és igyekezett betartani.
1924-től az Erdélyi Szépmíves Céh alapító tagja volt, emellett részt vett a Kemény Zsigmond Társaság (1926, rendes tag) és az Erdélyi Katolikus Akadémia (1929, társalelnök) tevékenységében. Elnöke volt az Erdélyi és Bánsági Népkisebbségi Újságíró Szervezetnek. 1913-tól a Pannonia szabadkőműves-páholy tagja volt.
Paál Árpád tervezetet készít 1931-ben: Törvény a székely közületek közművelődési önkormányzatáról a Párizsban 1919 december 19-én kötött nemzetközi szerződés 11. cikke alapján. 
Publikációit és kiadatlanul maradt kéziratait, illetve levelezéseit fia és felesége rendezte, majd részben ki is adta később. Kéziratos hagyatékát a székelyudvarhelyi Haáz Rezső Múzeum őrzi.

## Főbb művei
- Szellemi művelődésünk jövője. Székelyudvarhely: (kiadó nélkül). 1907.
- És fölkél a nap. Kolozsvár: (kiadó nélkül). 1920.
- Kiáltó szó: A magyarság útja, a politikai aktivitás rendszere. Kolozsvár: (kiadó nélkül). 1921.   Kós Károllyal és Zágoni Istvánnal
- Hitről, hazáról. Kolozsvár: (kiadó nélkül). 1921.
- A magyarság pártalakulásai. Kolozsvár: (kiadó nélkül). 1922.
- Emlékezések Kölcsey Ferencről. Brassó: (kiadó nélkül). 1939.
- Józseffalva: Helyszíni jelentés a bukovinai magyar község helyzetéről a tűzvész után. Kolozsvár: (kiadó nélkül). 1939.
- A kisebbségi lét tanulóévei Erdélyben. Válogatás naplóiból és írásaiból, 1-2.; Pallas-Akadémia, Csíkszereda, 2008 (Bibliotheca Transsylvanica)
- Válogatott írások; vál., utószó, jegyz. Bárdi Nándor és Horváth Sz. Ferenc; Székelyföld Alapítvány, Csíkszereda, 2020 (Székely könyvtár)